# دهستان مورموری
مورموری شهری از توابع شهرستان آبدانان در استان ایلام ایران است.

## جمعیت
براساس سرشماری سال ۱۳۹۵ جمعیت آن ۹۶۰ نفر (۲۴۰ خانوار) بوده‌است.